# Orthochromis rugufuensis
Orthochromis rugufuensis là một loài cá thuộc họ Cichlidae. Nó là loài đặc hữu của Tanzania. Các môi trường sống tự nhiên của chúng là đất ngập nước với cây bụi là chủ yếu và đầm nước.